# Henry Marks
Pour les articles homonymes, voir Marks.
Henry Marks, né à Melbourne en 1861 et mort le 5 juin 1938, est un homme d'affaires, homme politique et philanthrope fidjien. Il est perçu, avec Sir Henry Milne Scott et Sir Maynard Hedstrom, comme l'une des figures prééminentes et les plus influentes de la vie politique et commerciale des Fidji durant le premier quart du XXe siècle.

## Biographie
Australien d'origine, il s'installe aux Fidji à l'âge de 20 ans et y fonde l'entreprise Henry Marks & Co. Ltd. Il deviendra à terme président du comité de direction de plusieurs autres grandes entreprises, allant des domaines de l'assurance et du pétrole à celui de l'élevage, et sera l'un des plus riches propriétaires immobiliers de l'archipel. Major dans la force armée des Volontaires des Fidji au tournant du XXe siècle, il est le commissaire à la monnaie dans l'administration coloniale de 1913 à 1929, et en 1915 persuade le gouvernement de créer le dollar fidjien. En conséquence, son nom figure sur les billets de banque de la nouvelle monnaie,.
Il fait don de $ 5 000 pour que le Corps de travailleurs des Fidji puisse partir sur le théâtre de la Première Guerre mondiale. Après la guerre, il donne $ 5 000 pour la création d'un hôpital servant de mémorial de guerre, et lui fait don d'équipement. En 1918, il est fait commandeur de l'ordre de l'Empire britannique.
Élu représentant des colons de Suva au Conseil législatif des Fidji lors des premières élections dans la colonie en 1905 (en), il perd son siège en 1908 mais est ensuite continuellement réélu de 1911 jusqu'à sa défaite aux élections de 1929. De 1926 à 1930 il est également maire de Suva. 
Il est fait chevalier par le roi George V en 1933 et colonel à titre honorifique dans les forces armées fidjiennes en 1937. Il meurt l'année suivante à l'âge de 77 ans, après un long déclin de son état de santé.